# Institutionelles Gedächtnis
Der Begriff Institutionelles Gedächtnis bezeichnet das gesammelte Wissen und gemeinsame Gedächtnis einer organisierten Gruppe von Menschen, insbesondere einer Institution wie z. B. einer Behörde, Regierung, Kirche, Firma usw.
Es dient dem Zweck, das spezifische Wissen der Institution über einen langen Zeitraum zu erhalten, auch wenn die Menschen ausgetauscht werden. Das Wissen in diesem Gedächtnis setzt sich zusammen aus Fakten, Kenntnissen, Methoden, Erfahrungen, Verhaltensweisen usw.
Mittel zu ihrer Erhaltung sind mündliche Mitteilungen, Erfahrungsaustausch, schriftliche Aufzeichnungen, Archive, Datenbanken und dergleichen.
Eine Institution mit einem sehr weit zurück reichenden institutionellen Gedächtnis ist z. B. die Katholische Kirche.
Ein verwandtes Forschungsgebiet betrachtet das „institutionelle Lernen“.